# Our World (programa de 1967)
Our World foi a primeira produção internacional de televisão por satélite ao vivo, que foi transmitida em 25 de junho de 1967. Artistas criativos, incluindo os Beatles, que encerraram a emissão com a sua primeira interpretação de "All You Need Is Love", a cantora de ópera Maria Callas e o pintor Pablo Picasso - representando dezanove países - foram convidados a se apresentar ou aparecer em separado segmentos com seus respetivos países. A produção de duas horas e meia teve a maior audiência de televisão até aquela data: cerca de 400 a 700 milhões de pessoas em todo o mundo assistiram à transmissão.
O projeto foi concebido pelo produtor da BBC Aubrey Singer e produzido pela União Europeia de Radiodifusão, através da utilização dos satélites Intelsat I (conhecido como "Early Bird"), Intelsat 2-2 ("Lani Bird"), Intelsat 2-3 ("Canary Bird") e o ATS-1 da NASA.
A produção levou dez meses a ser posta em prática e inicialmente contava com a presença de países dos dois lados da Cortina de Ferro. No entanto, os países do Bloco de Leste (União Soviética, Checoslováquia, Polónia, Hungria e Alemanha Oriental) desistiram quatro dias antes da transmissão em protesto contra a resposta das nações ocidentais à Guerra dos Seis Dias.

## Países participantes
| País               | Emissora | Ref.  |
| ------------------ | -------- | ----- |
| Alemanha Ocidental | ARD      | [ 4 ] |
| Austrália          | ABC‎      | [ 4 ] |
| Áustria            | ORF      | [ 4 ] |
| Canadá             | CBC      | [ 4 ] |
| Dinamarca          | DR       | [ 4 ] |
| Estados Unidos     | PBS      | [ 4 ] |
| Espanha            | TVE      | [ 4 ] |
| França             | ORTF     | [ 4 ] |
| Itália             | RAI      | [ 4 ] |
| Japão              | NHK      | [ 4 ] |
| México             | TSM      | [ 4 ] |
| Portugal           | RTP      | [ 1 ] |
| Reino Unido        | BBC      | [ 4 ] |
| Suécia             | SVT      | [ 4 ] |
| Tunísia            | RTT      | [ 4 ] |